# Sonata para piano n.º 2 (Beethoven)

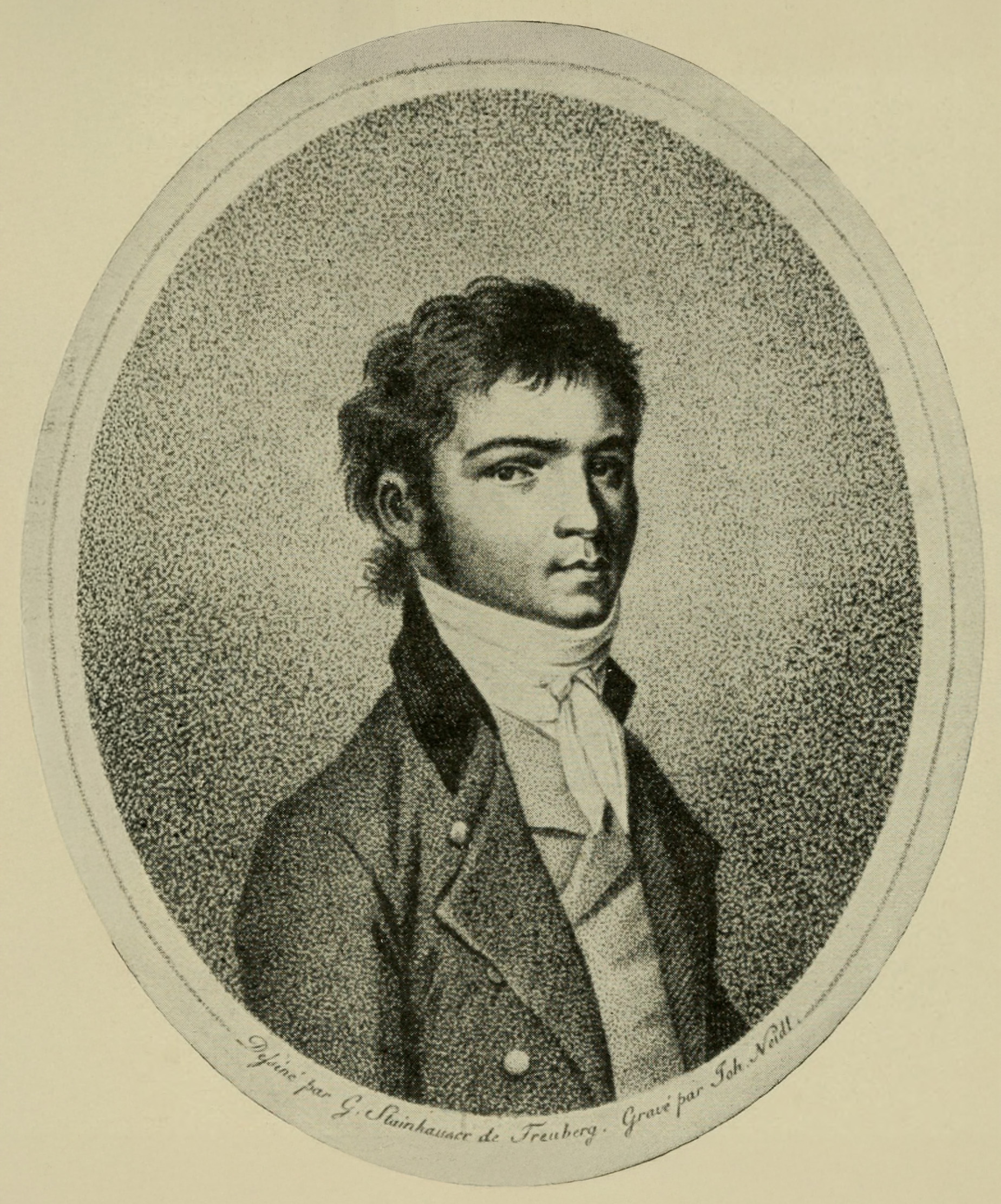
Beethoven en 1796.

La sonata para piano n.º 2 en la mayor Op. 2 n.º 2 fue compuesta por Ludwig van Beethoven entre 1794 y 1795. Junto con el resto de las sonatas Op. 2, está dedicada a Joseph Haydn.

## Historia

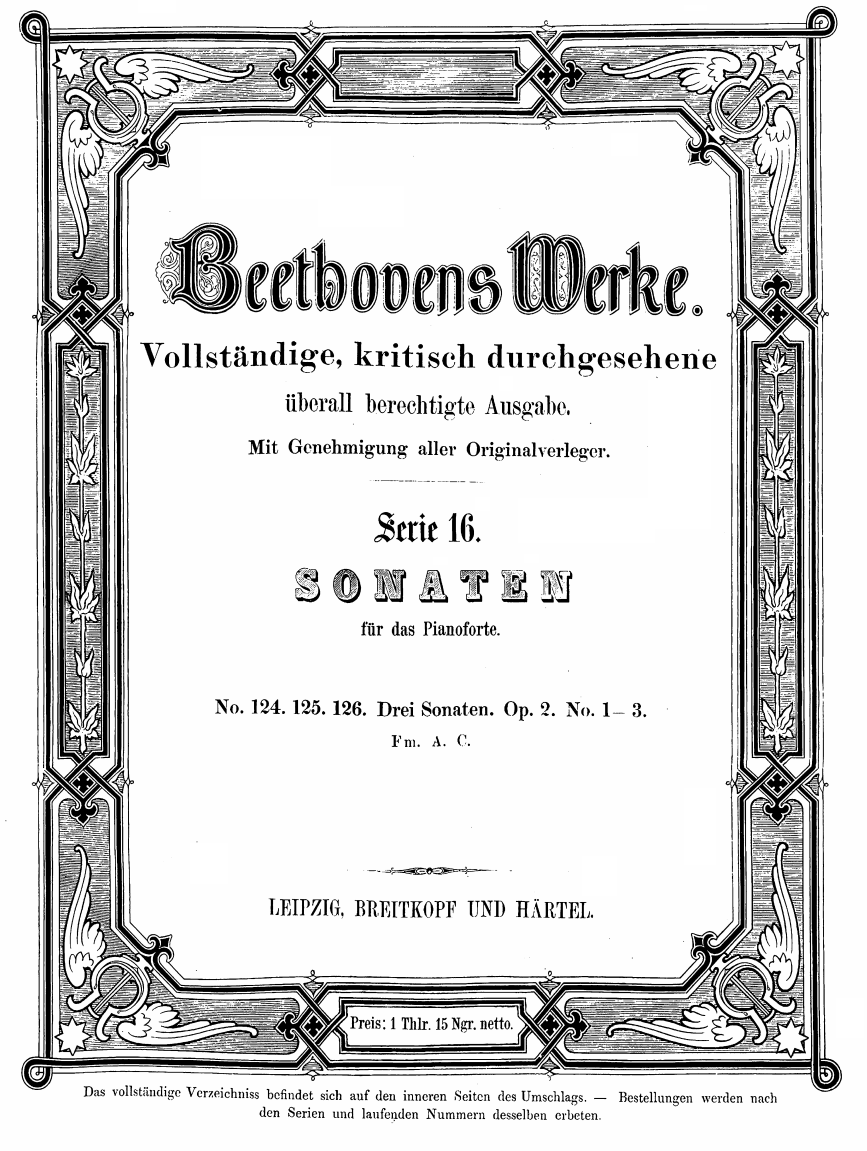
Portada de la edición de 1862 del Op. 2 (Breitkopf & Härtel).

### Composición
Las tres sonatas para piano que conforman el Opus 2 son las Sonatas n.º 1, n.º 2 y n.º 3. La composición del conjunto se desarrolló entre 1794 y 1795, tomando prestado material del Cuarteto para piano n.º 3 en do mayor, WoO 36 del propio Beethoven, que fue compuesto una década antes, en 1785. El Op. 2 forma parte de las primeras páginas significativas de Beethoven, que tenía entonces veinticinco años. La primera sonata del conjunto pese a que fue publicada y está numerada como la primera de sus 32 sonatas para piano, no es la más temprana. Entre 1782 y 1783, cuando Ludwig todavía vivía en Bonn, ya había compuesto tres pequeñas sonatas, conocidas con el nombre de Kurfürstensonaten, WoO 47 (Sonatas al elector), dedicadas al elector de Colonia. También había compuesto antes las Sonatas n.º 19 y n.º 20.

### Estreno y publicación
El estreno de estas piezas se celebró en otoño de 1795 en la casa del príncipe Carl Lichnowsky, con la asistencia de Haydn. La primera publicación de las piezas fue llevada a cabo por la editorial Artaria en marzo de 1796 en Viena. Esta casa editorial se había ganado un prestigio considerable editando numerosas creaciones de Haydn y Mozart. Según la inscripción en la portada de la primera edición de cada una de las tres sonatas se incluye el clavecín como un posible instrumento en el que interpretar las piezas. No obstante, las evidencias históricas muestran a Beethoven centrando su vida musical en torno al piano vienés. Otro aspecto indicativo de la preferencia del piano para estas obras es que en la partitura se incluyen indicaciones de cambios de dinámica y acentos, que resultarían imposibles de ejecutar en el clave.

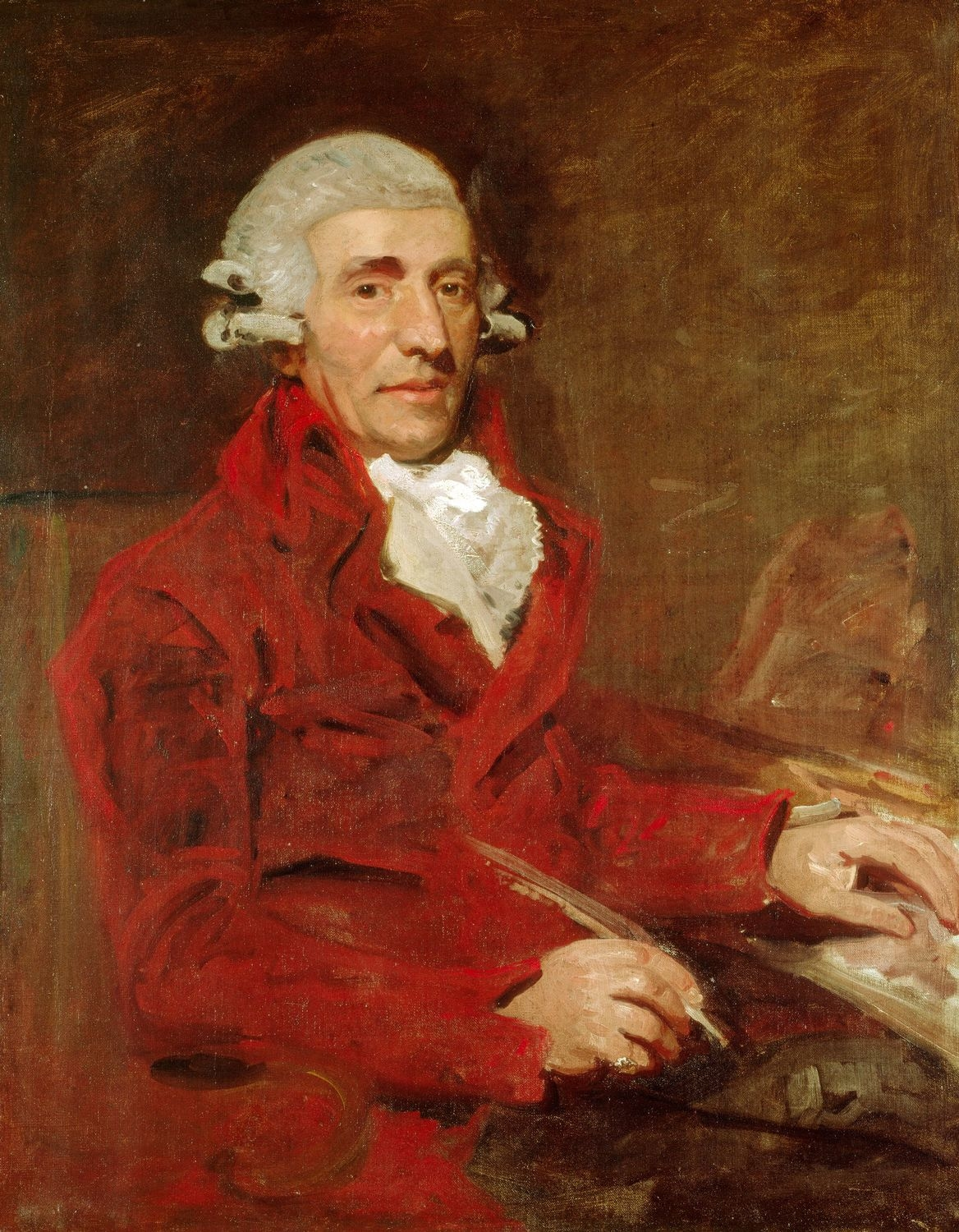
Joseph Haydn, dedicatario de la pieza, en 1791.

La dedicatoria que figura en la partitura impresa del Opus 2 es para a su maestro Franz Joseph Haydn. En 1792 Beethoven se trasladó a Viena para estudiar composición y contrapunto con Haydn, con quien se formó durante sus dos primeros años en la capital austriaca desde noviembre de 1792 hasta enero de 1794. Cuando se publicaron sus primeras sonatas para piano, Beethoven ya no era un alumno sino un compositor reputado y un pianista virtuoso de renombre, sobre todo tras su primera y única gira de conciertos por Praga, Dresde, Leipzig y Berlín. Haydn además de enseñarle composición, también introdujo al joven compositor en sociedad. En diciembre de 1795 le invitó a tocar un recital de piano solo en uno de sus conciertos, lo cual supuso una gran oportunidad para él. No había mejor manera de darse a conocer, puesto que Haydn era uno de los más grandes compositores vivos. Actuar en uno de sus conciertos como solista interpretando su propia música era un honor enorme y también una muestra del respeto que sentía Haydn por Beethoven. Cuando Beethoven dedicó sus tres primeras sonatas para piano a Haydn sólo tres meses después, demostró su gratitud por el apoyo público de Haydn.

## Estructura y análisis
La sonata consta de cuatro movimientos:
- I. Allegro vivace, en la mayor 2
4
- II. Largo appassionato, en re mayor 3
4
- III. Scherzo. Allegretto, en la mayor – la menor – la mayor 3
4
- IV. Rondo. Grazioso, en la mayor 4
4

La interpretación de la obra dura aproximadamente 22 minutos. Las Sonatas Op. 2 están concebidas de una manera más completa, cada una con cuatro movimientos en lugar de tres. Este aumento del número de movimientos, añadiendo un minueto o un scherzo, contribuye a elevar el concepto estructural de la sonata para un solo instrumento de tecla al nivel de la música de cámara escrita para varios instrumentos o incluso a la sinfonía. Haydn y Mozart no habían escrito ninguna sonata para solista de tecla dotada con cuatro movimientos. Clementi tampoco compuso sonatas con dicha estructura, salvo su Sonata Op. 40 n.º 1 pero no apareció publicada hasta 1801 o 1802. Así pues, se debe atribuir a Beethoven la idea de ampliar la sonata a cuatro movimientos, emulando el esquema que Haydn aplicaba en sus obras camerísticas y sinfónicas. Los segundos movimientos son lentos, típico de este período creativo del compositor. Los scherzi que aparecen como terceros movimientos en las sonatas n.º 2 y n.º 3 aunque no más rápidos que los minuetos que empleaba Haydn, sí son más largos que sus precursores.

### I.Allegro vivace
El primer movimiento, Allegro vivace, está escrito en la tonalidad de la mayor, en compás de 2/4 y sigue la forma sonata. Se trata de un movimiento atlético y tiene una disposición brillante. El segundo tema de la exposición contiene algunas modulaciones complejas que además resultan llamativas para la época. Una parte importante del desarrollo está en fa mayor, que se halla en relación de terceras con la tónica, la mayor. En el desarrollo también se encuentra una bella aunque difícil sección canónica. La reexposición no contiene coda y el movimiento finaliza de forma tranquila y sin pretensiones.
Tovey escribió: "La apertura del segundo tema en el primer movimiento es un maravilloso ejemplo del principio armónico mencionado anteriormente... En toda la música, no se puede encontrar nada igual de dramático antes de la Sonata n.º 17 en re menor, Op. 31 n.º 2 que es justamente considerada como la que marca el comienzo del segundo periodo de Beethoven."

### II.Largo appassionato
El segundo movimiento, Largo appassionato, está escrito en re mayor, que es la tonalidad subdominante de la mayor, y en compás de 3/4. Es una de las pocas ocasiones en las que Beethoven emplea la indicación de tempo Largo, que era la más lenta posible para asignar a un movimiento. La introducción imita el estilo de un cuarteto para cuerda y presenta un rondó cuyo estribillo ejecuta un bajo staccato que suena como un pizzicato que se contrapone a unos acordes líricos. En la concepción de Beethoven de este movimiento es evidente un alto grado de pensamiento contrapuntístico.
Conforme a Tovey "el movimiento lento muestra una solemnidad estremecedora que demuestra inmediatamente la identidad del alumno de Haydn con el creador de la Sinfonía n.º 9."

### III.Scherzo. Allegretto
El tercer movimiento, Scherzo. Allegretto, está en la tonalidad inicial y en compás de 3/4. Se trata del primer Scherzo en ser indicado como tal en su serie de 32 sonatas publicadas. Es un movimiento breve y elegante que se asemeja en muchos aspectos a un minueto. La sección de trío en la tonalidad de la menor aporta un contraste al alegre material del inicio de este movimiento. De forma excepcional hay una segunda melodía, no perteneciente al trío, que está escrita en la lejana tonalidad de sol sostenido menor.

### IV.Rondo. Grazioso
El cuarto y último movimiento, Rondo. Grazioso, está en la mayor y en compás de 4/4, que aunque no está indicado como alla breve el ritmo es a menudo de este tipo. Se trata de un hermoso y lírico rondó que sigue la forma A1-B1-A2-C-A3-B2-A4-Coda. El arpegio que abre el material repetido se vuelve más elaborado en cada reaparición. La sección C, escrita en la tonalidad paralela menor la menor, es bastante agitada y tormentosa en comparación con el resto de la obra, y es representativa del llamado estilo Sturm und Drang. Para críticos del siglo XIX como Wilhelm von Lenz este episodio central era contraste brutal e innecesario, en comparación con las demás secciones. La pieza se cierra con una sencilla pero elegante cadencia perfecta, con la sucesión de los acordes de séptima y tónica (V7 – I) en el registro más grave y en la dinámica piano.

## Recepción de la obra
La acogida de las obras del Op. 2 por parte de la crítica y el público fue calurosa. Por su parte, Haydn fue algo menos complaciente y al parecer, tras la interpretación de las sonatas, comentó: "no le falta talento, pero aún le falta instruirse".[cita requerida] Algunos estudiosos señalan que las relaciones entre los dos músicos no eran muy fluidas y que había cierta tensión puesto que al maestro no le gustaba el audacia y la indisciplina de su alumno.
En palabras del musicólogo Donald Tovey "la segunda sonata es impecable en su ejecución y totalmente fuera del alcance de Haydn y Mozart en pensamiento armónico y dramático, excepto en el Finale."